# Habobe
Les Habobe constituent l'un des dizaines de sous-groupes peuls du Sénégal. Ils sont répartis dans les régions administratives de Kaolack mais aussi de Kaffrine et de Fatick et en Gambie aussi un pays frontalier du Sénégal. Leur dialecte est plus proche de celui du fouladou parlé dans la région de Kolda, dans le sud du pays. On les retrouve également dans le sud du Djolof où ils cohabitent avec les sous-groupes djérinkoobés. Ceux-ci manifestent une particularité socio-linguistique exclusivement nomade et ayant, par ailleurs, un accent tonique montant à la dernière syllabe.[Quoi ?] Ces Djérinkoobés sont également appelés des FulaaBe et ils sont constitués de groupes sociolinguistiques comme les Nduranaabé, les Jenguelbé, les Wodaabes, Jasarnaables Bissanaabé, les Pambinaabé, etc.

## Origine
Les habobé ou (kaaboowo au singulier) seraient venus pour la plupart du Macina dans l'actuel Mali, où ils auraient cohabité durant des siècles avec les Dogons que les Peuls appellent Haabbé, d'où l'appellation Habobé c'est-à-dire les Peuls qui cohabitent avec les Haabbé. Leur dialecte a la particularité de l’absence d'accents toniques, fait lié à l'influence du wolof, langue des Wolofs avec qui ils vivent surtout aux bords du fleuve Saloum mais également des multiples emprunts au mandingue.

## Histoire

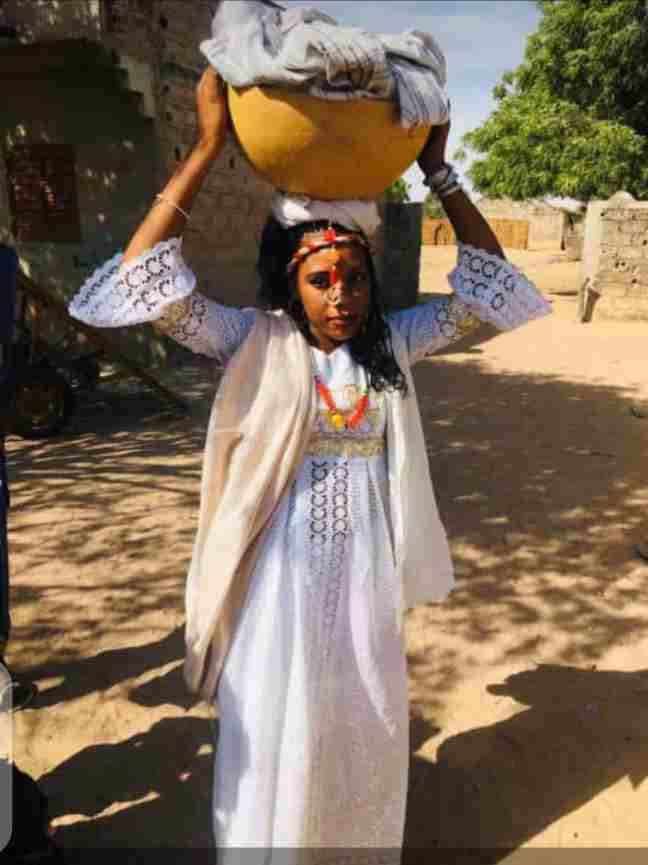
Jeune mariée Habobe.

Les Peuls Habobe étaient des nomades qui parcourraient la zone centrale du Sénégal à la quête de pâturage. Leur vie nomade étant incompatible avec la structuration d'une entité politique solide, les habobe n'ont pas fondé de royaumes à l'image des autres groupes peuls guerriers. À leur origine les Habobé étaient surtout païens et vénéraient le soleil mais également des divinités intermédiaires appelées laareeji. Leur cohabitation avec les Dogons dans l'actuel Mali pourrait justifier ce paganisme ainsi que leur penchant pour la chasse et les amulettes.
Toutefois lorsqu'ils se fixèrent dans le Boundou puis dans le Nianing et enfin dans le Saloum, les Habobé se convertissent à l'islam vers le début du XXe siècle. D'ailleurs, ils ont servi dans l'armée de Maba Diakhou Bâ et constituaient la base de ses fantassins. Ils ont eu également un marabout appelé Diouma Ndiaty Ba qui lança un mouvement de résistance contre les colons français dans la zone de Mbirkilane. Il sera tué par surprise avec ses compagnons devant le marigot de Kadawdaw près de l'actuelle ville de Birkilane en 1901 par un chasseur Habobe païen nommé Jawlol, avec le soutien des Wolofs des villages environnants à la solde du colon.

## Patronymes des Habobes
Les Peuls Habobe sont constitués spécifiquement de quatre clans : Ba, Diallo ou Ka, So, Diao ou Dia. La plupart des Ba sont originaires du Tekrour où ils auraient émigré à la chute des Denianké vers le XVIIIe siècle. Ils sont répartis en trois tribus : les Aaraabé, les Yaalalbé et les Ururbé. Quant aux Diallo des tribus Gammanaabé, Sorokbe, Haapaybé et Yirlaabé, ils sont assimilés au patronyme Ka et prédominent en nombre. Ils seraient venus pour la plupart du Boundou, lieu de passage après avoir quitté le Macina du Mali. Dans cette contrée ils seraient en échange culturel avec d'autres groupes Mandé. Les So seraient originaires du Tekrour au même titre que les Ba. Les Diao, très minoritaires par rapport aux Diallo, proviendraient du Fouladou.
C'est une organisation horizontale fondée sur un paradigme socioculturel appelé parenté à plaisanterie. Ainsi, les Ba sont en cousinage avec les Diallo et les So avec les Diao.
Les artistes Wagué Diallo (acteur de cinéma) plus connu comme Peulh bou graaw et Ibou Ndiaye Ba (chanteur traditionnel en langue peule) font partie de cette communauté fulbeh habobe du Sénégal.